# Alleanza degli Stati del Sahel

Mappa dei membri.

L'Alleanza degli Stati del Sahel (in francese Alliance des États du Sahel; AES) è una organizzazione internazionale formata tra Mali, Niger e Burkina Faso.
Nacque come patto di difesa reciproca creato il 16 settembre 2023 a seguito della crisi del Niger del 2023, in cui la Comunità economica degli Stati dell'Africa occidentale (CEDEAO - ECOWAS) minacciò di intervenire militarmente per ripristinare il governo civile dopo un colpo di Stato in Niger all'inizio di quell'anno.
Tutti e tre gli stati membri sono ex-membri della CEDEAO e sotto il controllo di giunte militari a seguito di una serie di colpi di stato riusciti in Mali nel 2021, in Burkina Faso nel 2022 e in Niger nel 2023.
Nel marzo 2025 i tre paesi dell'organizzazione, Mali, Niger e Burkina Faso, escono insieme dall'Organizzazione internazionale della Francofonia.